# Animal (tijdschrift)
Animal is een internationaal, aan collegiale toetsing onderworpen wetenschappelijk tijdschrift op het gebied van de
veeteelt en
diergeneeskunde.
Het wordt uitgegeven door Cambridge University Press namens de British Society of Animal Science en verschijnt maandelijks.